# Penuria
Penuria (spanisch Armut) ist eine etwa 2009 gegründete Funeral-Doom-Band.

## Geschichte
Leonardo Signorelli gründete Penuria 2007 vorerst allein und zog später Juan Pablo Sanhueza hinzu. Beide brachten sich fortan als Komponisten sowie als Multiinstrumentalisten in das Studio-Projekt ein, derweil Signorelli die Texte verfasste und die Stücke singt.
Die Band aus Santiago de Chile veröffentlichte im April 2009 die EP Time is Agony als Eigenproduktion, womit Penuria Aufmerksamkeit in der chilenischen Doom-Metal-Szene erlangte. Kurz nach der Veröffentlichung wurde das Titelstück als Teil der ersten chilenischen Doom-Metal-Kompilation gemeinsam mit Stücken von Poema Arcanvs, Mar de Grises und Electrozombies veröffentlicht. Im Dezember 2011 folgte die Veröffentlichung des Debüts Vulnerant Omnes, Última Necat als Download. Als zentrale Idee der Texte des Albums gaben die Musiker den „Übergang einer Seele vom physischen zum spirituellen Zustand, um eine Ewigkeit ohne Schmerzen zu finden“ an. Das Debüt wurde im Jahr 2015 über das Label GS Productions in überarbeiteter Form erneut herausgegeben. Die Wiederveröffentlichung wurde international gering beachtet, jedoch als vielschichtiges, besonders gut produziertes und kultiges Album gelobt.

## Stil
Rezensenten, wie auch die Musiker selbst beschreiben die von Penuria gespielte Musik als Atmospheric Funeral Doom. Die Band verkörpere einen leichten, transparenten und melancholischen Funeral Doom, der sich vom Gros der Vertreter des Genres abhebe. Der Gesang wird neben kurzen gutturalen Einsätzen überwiegend klar präsentiert. So sei dies ein „sauberer, cooler, gefühlvoller, ehrlicher menschlicher Gesang“. Die Instrumentierung wird als vielschichtige Basis für den als zentral stehend wahrgenommenen Gesang beschrieben.

## Diskografie
- 2009: Time is Agony (Download-EP, Selbstverlag)
- 2011: Vulnerant Omnes, Última Necat (Download-Album, Selbstverlag)
- 2015: Vulnerant Omnes, Última Necat (Album, GS Productions)